# جورجي هينلي
جورجي هينلي (بالإنجليزية: Georgie Henley)‏ مواليد 9 يوليو 1995 في غرب يوركشير، إنجلترا، المملكة المتحدة، هي ممثلة إنجليزية بدأت مسيرتها الفنية عام 2005.

## روابط خارجية
- جورجي هينلي على موقع IMDb (الإنجليزية)
- جورجي هينلي على موقع ميتاكريتيك (الإنجليزية)
- جورجي هينلي على موقع روتن توميتوز (الإنجليزية)
- جورجي هينلي على موقع ألو سيني (الفرنسية)
- جورجي هينلي على موقع ميوزك برينز (الإنجليزية)
- جورجي هينلي على موقع أول موفي (الإنجليزية)
- جورجي هينلي على موقع قاعدة بيانات الأفلام السويدية (السويدية)
- جورجي هينلي على موقع قاعدة بيانات الفيلم (الإنجليزية)
- جورجي هينلي على موقع كينوبويسك (الروسية)